# Elezioni parlamentari in Bielorussia del 2008
Le elezioni parlamentari in Bielorussia del 2008 si sono tenute il 28 settembre.

## Risultati
| Liste                | Liste                                             | Voti      | %     | Seggi |
| -------------------- | ------------------------------------------------- | --------- | ----- | ----- |
|                      | Partito Comunista della Bielorussia               | 229.986   | 4,36  | 6     |
|                      | Partito Civico Unito                              | 131.931   | 2,50  | 1     |
|                      | PDS                                               | 127.429   | 4,36  | 1     |
|                      | Partito BPF                                       | 72.770    | 1,38  | -     |
|                      | Partito Socialdemocratico Bielorusso              | 59.010    | 1,12  | -     |
|                      | Partito Liberal-Democratico di Bielorussia        | 43.752    | 0,83  | -     |
|                      | Partito Agrario                                   | 32.230    | 0,61  | 1     |
|                      | Partito Repubblicano del Lavoro e della Giustizia | 22.763    | 0,43  | -     |
|                      | Candidati Indipendenti                            | 4.035.567 | 76,59 | 101   |
| Schede bianche/nulle | Schede bianche/nulle                              | 115.508   | 2,15  | -     |
| Totale               | Totale                                            | 5.269.139 | 100   | 110   |
| Elettori/affluenza   | Elettori/affluenza                                | 6.494.740 | 76,74 | -     |